# Scania 1
Scania 1 — крупнотоннажный грузовой автомобиль, серийно выпускаемый шведской компанией Scania в период с 1974 по 1981 год.

## История
Scania 1 (L81/L86/L111/L141) является преемником Scania 0. На указанной модели реализован механизм откидной кабины, также кабина снабжалась усиленной шумоизоляцией.
Важной частью успеха роста продаж грузовых автомобилей Scania в 1970-х годах в Западной Европе, в том числе на крупных европейских рынках, таких как Франция и Западная Германия, стал новый двигатель Scania, 14-литровый V8, выпущенный в 1969 году.
Для передачи крутящего момента на Scania 1 использовалась 10-ступенчатая гидромеханическая коробка передач.

## Модельный ряд
L — капотные шасси и LB — бескапотные шасси.
- L — капотные шасси, тягачи с колесной формулой 4×2.
- LS — капотные шасси, тягачи с одной поддерживающей осью и колесной формулой 6×2.
- LT — капотные шасси, тягачи с тандемной задней тележкой и колесной формулой 6×4.
- LB — бескапотные шасси, тягачи с колесной формулой 4×2.
- LBS — бескапотные шасси, тягачи с одной поддерживающей осью и колесной формулой 6×2.
- LBT — бескапотные шасси, тягачи с тандемной задней тележкой и колесной формулой 6×4.

## Галерея

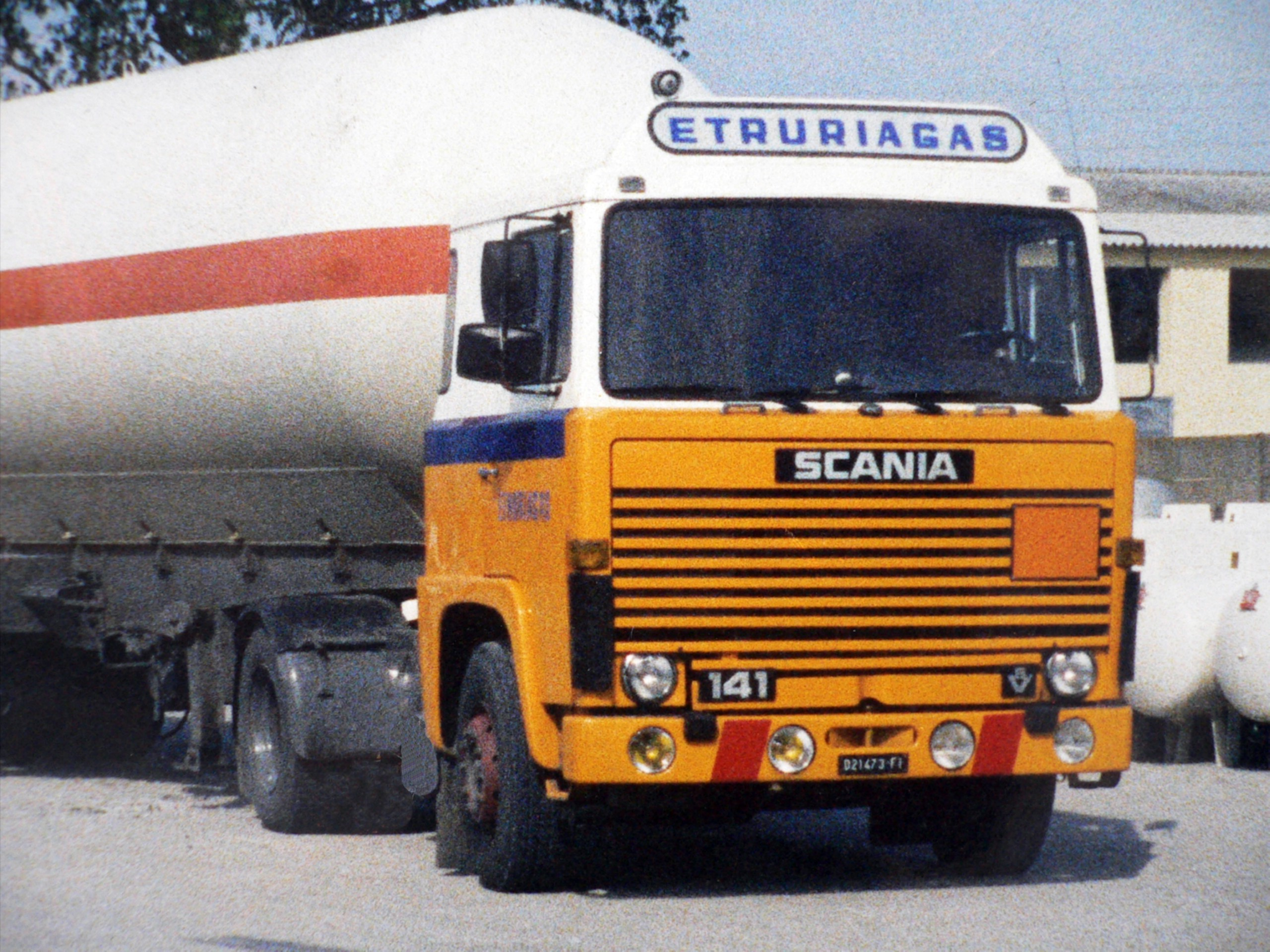
Scania LB141
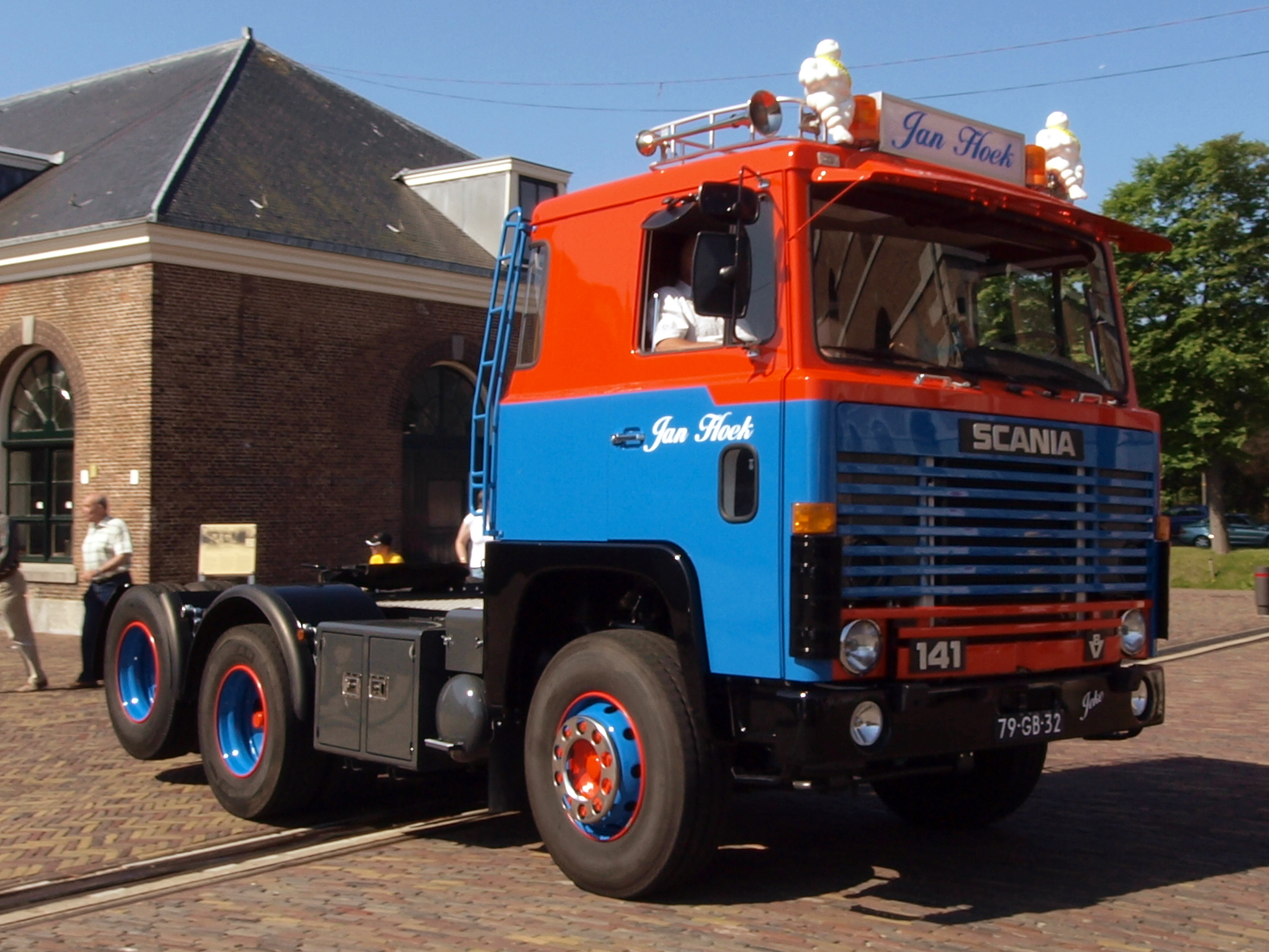
Scania LBS141
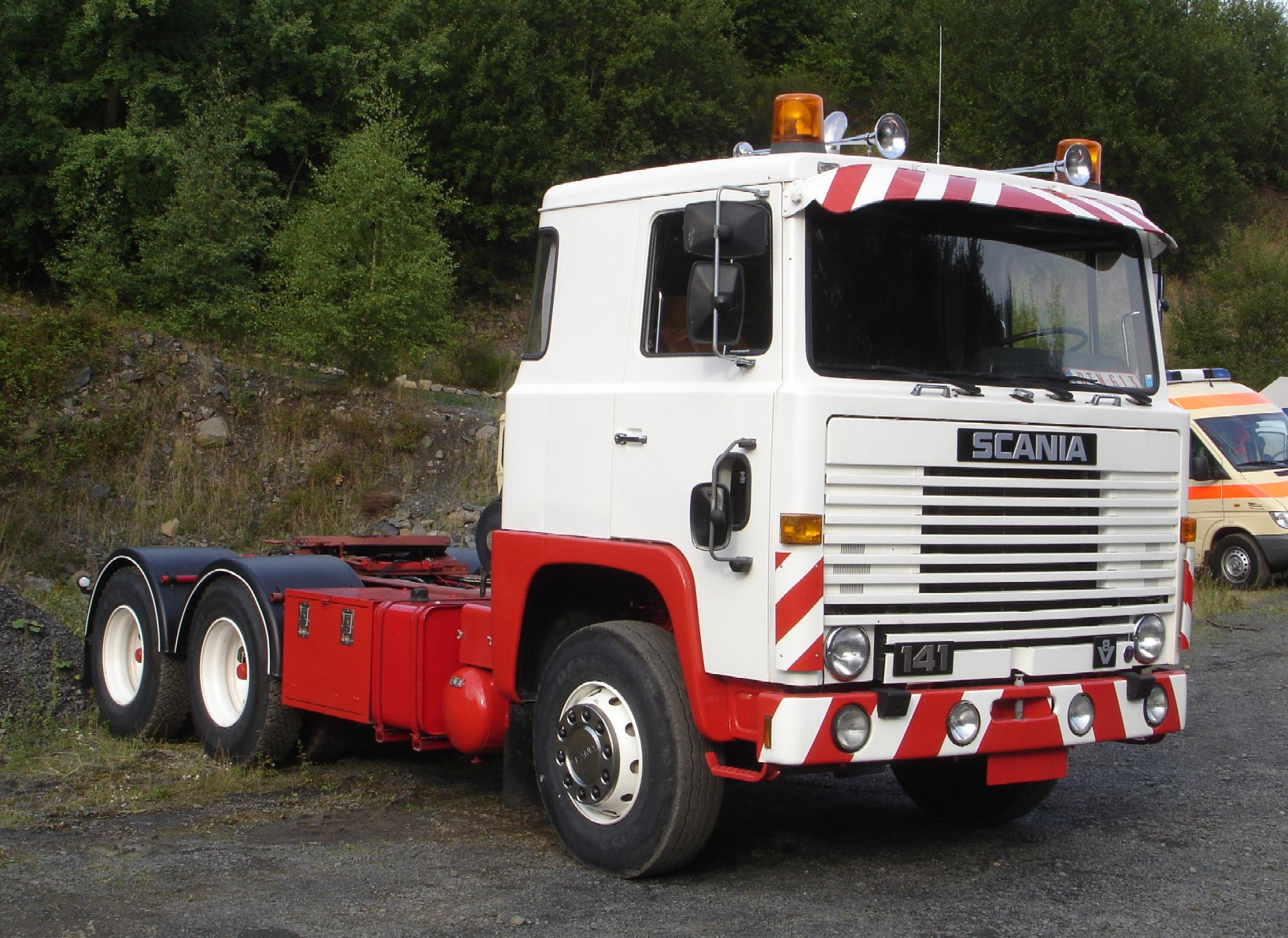
Scania LBS141